# Loki-Fögrufjöll
Loki-Fögrufjöll (znany też pod nazwą Hamarinn lub Lokahryggur) – subglacjalny wulkan na Islandii pod czapą lodowca Vatnajökull o wysokości 1570 m. Wchodzi w skład większego kompleksu wulkanicznego, którego wulkanem centralnym jest Bárðarbunga.
Pierwsza odnotowana erupcja wulkanu miała miejsce w 1910; kolejne, niepotwierdzone, mogły wydarzyć się w 1986, 1991, 1995, 1996, 1997, 2000, 2002, 2005, 2006 i 2008. W lipcu 2011 doszło do kolejnej erupcji, w wyniku której poziom wody w lagunie Hágöngulón podniósł się o 70 cm. W październiku 2012 w okolicy wulkanu doszło do kilkunastu drobnych trzęsień ziemi.